# Gymnema lushaiense
Gymnema lushaiense là một loài thực vật có hoa trong họ La bố ma. Loài này được M.A.Rahman & Wilcock mô tả khoa học đầu tiên năm 1989.